# Bräurangen
Bräurangen oder Bräuhaus ist eine Wüstung im Stadtgebiet von Kirchenlamitz im oberfränkischen Landkreis Wunsiedel.
In der Verkaufsurkunde der Herrschaft Epprechtstein der Wilden an die Burggrafen von Nürnberg im Jahr 1356 sind mehrere heute verschwundene Orte genannt, darunter auch „preuhues“. Insbesondere die Lage zweier Meierhöfe und die der Wüstung Brotkorb sind nicht abschließend geklärt, sie werden aber genauso wie der Bräurangen der Versorgung der Burg zugerechnet. 
Die Fluren Bräurangen und Bräuloh befinden sich am Fuß des Epprechtsteins südlich der Verbindungsstraße zwischen Kirchenlamitz und Weißdorf. Scherbenfunde aus dem 12./13. Jahrhundert und 64 Keramikscherben hochmittelalterlicher Silberglimmerware haben den Standort 2015 bestätigt, so dass er als Bodendenkmal eingestuft wurde.  